# Saint Seiya: Brave Soldiers
Saint Seiya: Brave Soldiers (聖闘士星矢 ブレイブ・ソルジャーズ, Seinto Seiya Bureibu Sorujāzu), no Brasil Os Cavaleiros do Zodíaco: Bravos Soldados, é um jogo eletrônico desenvolvido pela Dimps e Bandai Namco Entertainment apresentando os personagens e a história do mangá Saint Seiya de Masami Kurumada. Foi lançado para PlayStation 3 em 17 de outubro de 2013 no Japão, 21 de novembro de 2013 na Austrália, 22 de novembro de 2013 na Europa e 26 de novembro de 2013 na América do Norte, Brasil, Argentina e México, e também é o primeiro jogo de Saint Seiya a ser lançado em América do Norte.
Uma versão atualizada, Saint Seiya: Soldiers' Soul, foi anunciada em 12 de abril de 2015 e lançada em 25 de setembro no Japão e na Europa, e em todo o mundo em 9 de outubro.

## Jogabilidade
Brave Soldiers é um jogo de luta com mais de 50 personagens do mangá Saint Seiya. O super medidor no jogo é referido como o Medidor de Cosmo (小宇宙ゲージ, Kosumo Gēji), que os personagens usam para realizar seus ataques finais, Corrida Explosiva (バーストダッシュ, Bāsuto Dasshu), Ataque Explosivo (バースト攻撃, Bāsuto Kōgeki), Seven Senses Awakening (Despertar do Sétimo Sentido, Sebun Senshizu Kakusei), e seus Ataques Big Bang (ビッグバンアタック, Bigu Ban Atakku) especiais. A força de um personagem pode ser aumentada através do uso de um Orbe (オーブ, Ōbu). O modo de jogo Crônicas dos Cavaleiros (セイントクロニクル, Seinto Kuronikuru) faz com que o jogador progrida através de batalhas baseadas nos três arcos principais do mangá original: o arco do Santuário, o arco de Poseidon e o arco de Hades. Também no jogo está o modo Guerra Galáctica (ギャラクシアンウォーズ, Gyarakushian Wōzu), um modo de torneio.

## Personagens jogáveis
Muitos dos personagens jogáveis têm várias formas que são personagens jogáveis separados, cada um com conjuntos de movimentos exclusivos e ataques Big Bang.
| Cavaleiros de Bronze - Seiya de Pégaso (voz de Masakazu Morita) - Armadura de Bronze Original - Nova Armadura de Bronze - Nova Armadura de Bronze Dourada (DLC) - Armadura de Bronze Final - Seiya de Sagitário - Seiya de Odin (DLC) - Armadura Divina - Nova Armadura de Bronze OCE (Exclusive Seiya Edition DLC) - Roupas de Treinamento (DLC) - Roupas Comuns (DLC) - Armadura de Bronze Final OCE (DLC) - Armadura Divina OCE (DLC) - Shiryu de Dragão (voz de Takahiro Sakurai) - Armadura de Bronze Original - Sem Armadura - Nova Armadura de Bronze - Nova Armadura de Bronze Dourada (DLC) - Armadura de Bronze Final - Shiryu de Libra - Roupas Comuns (DLC) - Armadura de Bronze Final OCE (DLC) - Hyoga de Cisne (voz de Hiroaki Miura) - Armadura de Bronze Original - Nova Armadura de Bronze - Nova Armadura de Bronze Dourada (DLC) - Armadura de Bronze Final - Hyoga de Aquário - Roupas Comuns (DLC) - Armadura de Bronze Final OCE (DLC) - Shun de Andrômeda (voz de Yuuta Kasuya) - Armadura de Bronze Original - Nova Armadura de Bronze - Nova Armadura de Bronze Dourada (DLC) - Armadura de Bronze Final - Shun de Virgem (DLC) - Roupas Comuns (DLC) - Armadura de Bronze Final OCE (DLC) - Ikki de Fênix (voz de Katsuyuki Konishi) - Armadura de Bronze Original - Nova Armadura de Bronze - Nova Armadura de Bronze Dourada (DLC) - Armadura de Bronze Final - Ikki de Leão (DLC) - Roupas Comuns (DLC) - Armadura de Bronze Final OCE (DLC) - Jabu de Unicórnio (voz de Hideo Ishikawa) - Ichi de Hidra (voz de Masaya Onosaka) Cavaleiros de Prata - Marin de Águia (voz de Fumiko Inoue) - Roupas de Treinamento (DLC) - Shina de Cobra (voz de Yuka Komatsu) - Roupas de Treinamento (DLC) - Orphée de Lira (voz de Hiroshi Kamiya) | Cavaleiros de Ouro - Mu de Áries (voz de Takumi Yamazaki) - Roupas Comuns (DLC) - Aldebaran de Touro (voz de Tesshō Genda) - ??? de Gêmeos/Saga de Gêmeos (voz de Ryōtarō Okiayu) - Kanon de Gêmeos (voz de Ryōtarō Okiayu) - Máscara da Morte de Câncer (voz de Ryōichi Tanaka) - Aiolia de Leão (voz de Hideyuki Tanaka) - Roupas de Treinamento (DLC) - Shaka de Virgem (voz de Yūji Mitsuya) - Dohko de Libra (voz de Kenyu Horiuchi) - Milo de Escorpião (voz de Toshihiko Seki) - Aiolos de Sagitário (voz de Yusaku Yara) - Roupas de Treinamento (DLC) - Shura de Capricórnio (voz de Takeshi Kusao) - Armadura de Ouro OCE (DLC) - Camus de Aquário (voz de Nobutoshi Kanna) - Roupas Comuns (DLC) - Afrodite de Peixes (voz de Keiichi Nanba) - Antigo Shion de Áries (voz de Nobuo Tobita) (Pré-venda DLC) Marinas - Bian de Cavalo Marinho (voz de Sho Hayami) - Sorento de Sirene (voz de Yoku Shioya) - Krishna de Chrysaor (voz de Masaharu Sato) - Io de Scylla (voz de Issei Futamata) - Kasa de Lymnades (voz de Keaton Yamada) - Isaak de Kraken (voz de Ryusei Nakao) - Kanon de Dragão Marinho (voz de Ryōtarō Okiayu) - Roupas Comuns (DLC) Espectros - Shion de Áries (Surplice) (voz de Nobuo Tobita) - Saga de Gêmeos (Surplice) (voz de Ryōtarō Okiayu) - Máscara da Morte de Câncer (Surplice) (voz de Ryōichi Tanaka) - Shura de Capricórnio (Surplice) (voz de Takeshi Kusao) - Camus de Aquário (Surplice) (voz de Nobutoshi Kanna) - Afrodite de Peixes (Surplice) (voz de Keiichi Nanba) - Radamanthys de Wyvern (voz de Takehito Koyasu) - Aiacos de Garuda (voz de Shin-ichiro Miki) - Minos de Griffon (voz de Kōichi Tōchika) Deuses - Atena (voz de Fumiko Orikasa) - Poseidon (voz de Keiichi Nanba) - Tuxedo (DLC) - Hades (voz de Akio Ōtsuka) - Thanatos (voz de Toshio Furukawa) - Hypnos (voz de Issei Futamata) |